# Västtyskland i olympiska sommarspelen 1972
Västtyskland deltog med 423 deltagare vid de olympiska sommarspelen 1972 i München. Totalt vann de tretton guldmedaljer, elva silvermedaljer och sexton bronsmedaljer. kanotaren Detlef Lewe var landets fanbärare vid öppningsceremonien. 